# Partit del Poble de Botswana
El Partit del Poble de Botswana (en Anglès: Botswana People's Party) és un partit polític progressista de Botswana, liderat per Motlatsi Molapise. A les últimes eleccions, 30 d'octubre del 2004, el partit va guanyar l'1,9% del vot popular però cap escó.